# TDRS-4
O TDRS-4, também conhecido por TDRS-D, é um satélite de comunicação geoestacionário estadunidense construído pela TRW. No final de sua vida ele esteve localizado na posição orbital de 46 graus de longitude oeste e era operado pela NASA. O satélite tinha uma expectativa de vida útil estimada em 10 anos.

## Lançamento
O satélite foi lançado com sucesso ao espaço no dia 13 de março de 1989, às 14:57:00 UTC, abordo do ônibus espacial Discovery, durante a missão STS-26 a partir do Centro Espacial Kennedy, na Flórida, EUA. Ele tinha uma massa de lançamento de 2268 kg.

## Fim da missão
O TDRS-4 concluiu sua missão planejada em novembro de 2011, e posteriormente foi removido para uma órbita de disposição a 350 km acima do cinturão geoestacionário, atendendo as recomendações fetas pela União Internacional de Telecomunicações (UIT) e a Organização das Nações Unidas (ONU), no início de dezembro de 2011. Em maio de 2012 a NASA informou que a manobra de transferência de órbita havia sido concluída com êxito, e o satélite tinha sido aposentado.